# Królowa balu
Królowa balu – amerykański film komediowy z 2011 roku.

## Treść[1]
Amber Pollock (Cassie Scerbo), piękna i popularna w szkole uczennica ginie w wyniku nieszczęśliwego wypadku. Okazuje się, że grozi jej wieczne potępienie. Dostaje jednak zadanie, które może uratować jej duszę. Ma zmienić Lisę Sommers, nieśmiałą i najmniej popularną dziewczynę w szkole, w królową balu.

## Główne role
- Cassie Scerbo - Amber Pollock
- Lindsey Shaw - Lisa Sommers
- Tim Gunn - Supervisor J-3
- Chris Zylka - Nick Ramsey
- Katie Sarife - Selena
- Travis Quentin Young - Colin
- Paras Patel - Raj Kukuri
- Ben Winchell - Aiden
- Carissa Capobianco - Paisley
- Katrina Tandy - Dakota
- Gabriela Lopez - Carlita Cache
- Cree Ivey - Clementine Pollock
- Andrea Powell - Gillian Pollock
- Elena Varela - Aunt Marielle
- Lucius Baston - Vice Principal Richardson
- Rhoda Griffis - Vesper Sommers
- Allen Williamson - Brandon
- Langley McArol - Floyed
- Katie Garner - Liz